# Garreta fastiditus
Garreta fastiditus là một loài bọ cánh cứng trong họ Bọ hung (Scarabaeidae).